# Chaoyangsaure
El chaoyangsaure (Chaoyangsaurus, "llangardaix de Chaoyang") és un gènere de dinosaure ceratop que va viure al Juràssic superior en el que avui en dia és la Xina.